# Hanna Szczepanowska

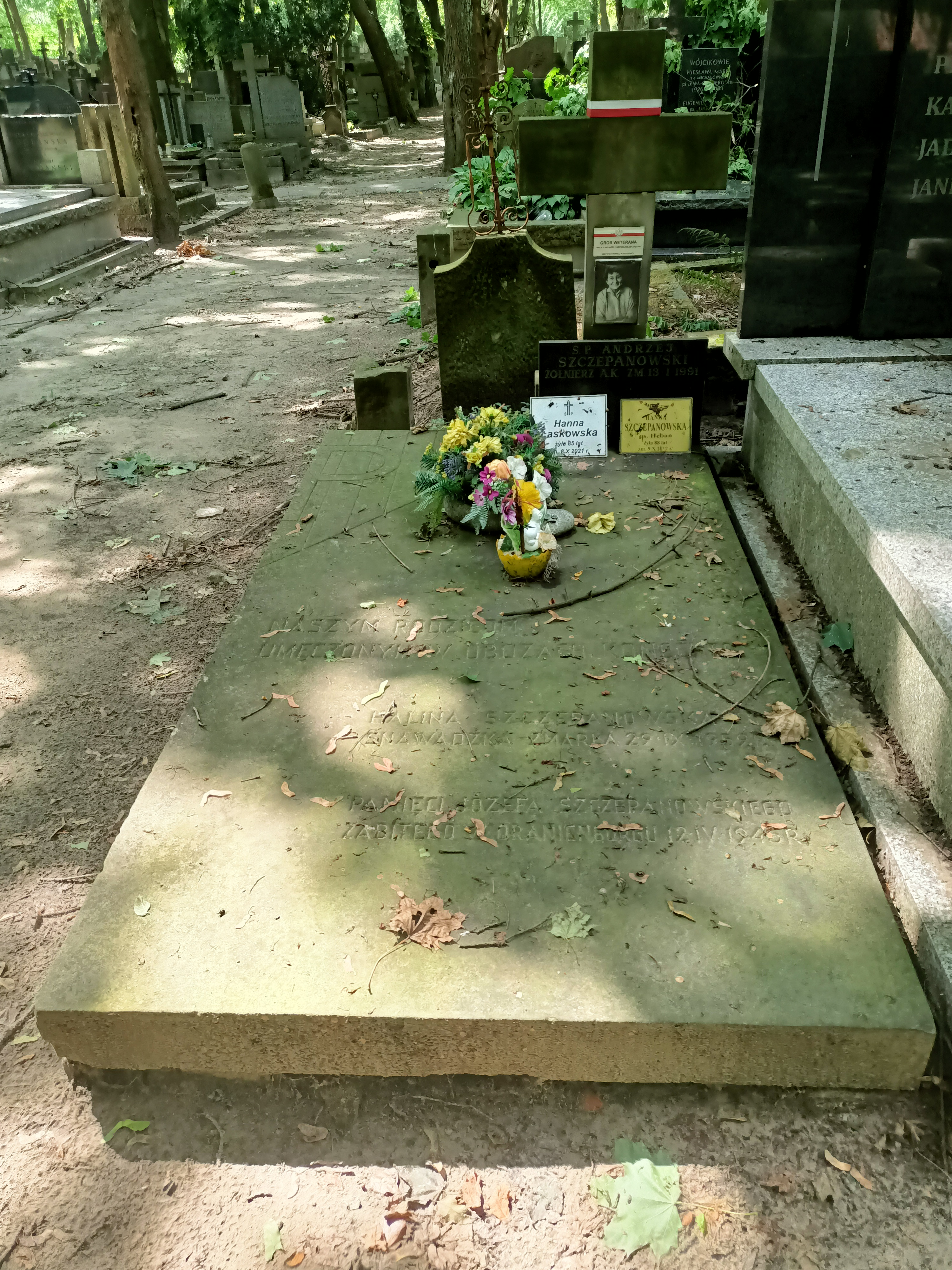
Grób Hanny Szczepanowskiej na Cmentarzu Powązkowskim w Warszawie

Hanna Szczepanowska (ur. 19 stycznia 1929 we wsi Komorowo, zm. 9 października 2017 w Warszawie) – polska żołnierz AK i Szarych Szeregów, działaczka kombatancka, architektka.

## Życiorys
Córka Józefa Szczepanowskiego, żołnierza Legionów Polskich, ps. „Wojno”.
Podczas II wojny światowej w wieku 12 lat wstąpiła do Szarych Szeregów. Uczestniczka powstania warszawskiego, w którym pełniła funkcję łączniczki.
Absolwentka Wydziału Architektury Politechniki Warszawskiej (1952). Od 1960 członkini oddziału warszawskiego Stowarzyszenia Architektów Polskich oraz członkini Mazowieckiej Okręgowej Izby Architektów RP.
W 2005 roku członkini Komitetu Honorowego Poparcia Lecha Kaczyńskiego w wyborach prezydenckich, a w 2007 roku członkini Komitetu Honorowego Poparcia Prawa i Sprawiedliwości w wyborach parlamentarnych. Członek zarządu głównego Stowarzyszenia Szare Szeregi. Od 16 stycznia 2010 wiceprezes Zarządu Głównego Związku Piłsudczyków. Decyzją Ministra Obrony Narodowej Antoniego Macierewicza została pośmiertnie awansowana do stopnia majora.
Pochowana w Warszawie na cmentarzu Powązkowskim (kwatera 301-3-29).
Jej mężem był Janusz Grzymała-Wiewiorowski.

## Ordery i odznaczenia
- Złoty Krzyż Zasługi (20 sierpnia 1999, za zasługi w działalności społecznej na rzecz organizacji kombatanckich)[12]
- Krzyż Armii Krajowej
- Warszawski Krzyż Powstańczy[2]